# Kanton Malzéville
Kanton Malzéville (fr. Canton de Malzéville) byl francouzský kanton v departementu Meurthe-et-Moselle v regionu Lotrinsko. Tvořilo ho 11 obcí. Zrušen byl po reformě kantonů 2014.

## Obce kantonu
- Agincourt
- Amance
- Bouxières-aux-Chênes
- Bouxières-aux-Dames
- Brin-sur-Seille
- Custines
- Dommartin-sous-Amance
- Eulmont
- Laître-sous-Amance
- Lay-Saint-Christophe
- Malzéville